# Sodražica
Sodražica (Duits: Soderschitz; Italiaans: Soderscizza of Sodrascizza) is een gemeente in de Sloveense regio Jugovzhodna Slovenija. Tijdens de volkstelling in 2002 telde de gemeente 2038 inwoners.

## Plaatsen in de gemeente
Betonovo, Globel, Janeži, Jelovec, Kotel, Kračali, Kržeti, Lipovšica, Male Vinice, Nova Štifta, Novi Pot, Petrinci, Podklanec, Preska, Ravni Dol, Sinovica, Sodražica, Travna Gora, Vinice, Zamostec, Zapotok, Žimarice

## In Sodražica zijn geboren
- France Gorše, beeldhouwer
- Ivan Prijatelj, cultuurhistoricus

Črnomelj · Dolenjske Toplice · Kočevje · Kostel · Loški Potok · Metlika · Mirna · Mirna Peč · Mokronog-Trebelno · Novo mesto · Osilnica · Ribnica · Semič · Šentjernej · Šentrupert · Škocjan · Šmarješke Toplice · Sodražica · Straža · Trebnje · Žužemberk
1. ↑  "Prebivalstvo po starosti in spolu, občine, Slovenija, polletno". Statistični urad Republike Slovenije. Geraadpleegd op 18 april 2021.